# Portugal en los Juegos Olímpicos de Moscú 1980
Portugal estuvo representado en los Juegos Olímpicos de Moscú 1980 por un total de 11 deportistas que compitieron en 6 deportes. El Comité Olímpico de Portugal decidió participar en estos Juegos a pesar del boicot de los países occidentales, encabezado por los Estados Unidos, a causa de la invasión soviética de Afganistán en noviembre de 1979. Pero como medida de protesta no se hizo gala de la bandera nacional ni en las ceremonias de apertura y de clausura, ni en las ceremonias de entrega de medallas, en su lugar se utilizó la enseña olímpica.
La portadora de la bandera en la ceremonia de apertura fue la entrenadora de gimnasia artística Esbela da Fonseca. El equipo olímpico portugués no obtuvo ninguna medalla en estos Juegos.